# حسين غنام
حسين علي مصطفى غنام دبلوماسي فلسطيني يشغل منصب سفير دولة فلسطين لدى تركمانستان منذ تقديمه أوراق اعتماده إلى رئيس جمهورية تركمانستان قربان قولي بردي محمدوف في 1 أبريل 2017.